# عدد ذهبي (علم الفلك)

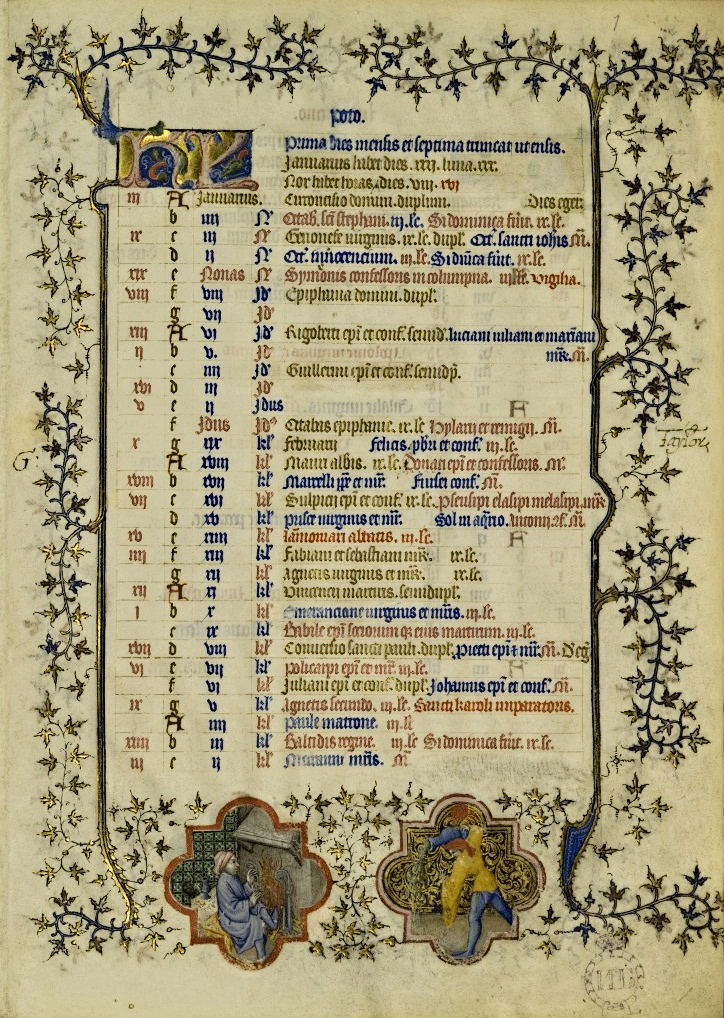

العدد الذهبي في الفلك، هو رقم مخصص في كل عام، لمعرفة موضع العام في الدورة الميتونية للقمر التي تستغرق 19 عاماً، ويكون ذلك بتقسيم السنة الميلادية بالرقم 19، وجمع الجزء المتبقي من الناتج بالرقم 1.